# Кендимен 2: Опроштај од меса
Кендимен 2: Опроштај од меса (енгл. Candyman: Farewell to the Flesh) је амерички хорор филм из 1995, наставак Кендимена из 1992. Режисер филма је Били Кондон, а у главним улогама су Тони Тод и Кели Роуан.
Иако је имао далеко већи буџет од оригинала, далеко је и неуспешнији од њега, што по оценама критичара, што по реакцији публике. На IMDb-у има оцену 5,2, што је за 1,4 мање од свог претходника. 4 године касније добио је и свој наставак под називом Кендимен 3: Дан мртвих. У овом делу је по први пут приказано како је Данијел Робитејл страдао и постао оно што је сада, Кендимен.
Тони Тод се вратио у улогу главног антагонисте, Кендимена, а Мајкл Кулкин у улогу проф. Пурсела из претходног дела, али у овом и он сам постаје Кендименова жртва. Главна протагонисткиња првог дела, Хелен Лајл, је само на кратко приказана на сликама проф. Пурсела, који је држао предавање деци о урбаним легендама, а поготово о Кендимену, о коме је написао и књигу.

## Радња
Три године након догађаја из претходног филма, проф. Филип Пурсел држи предавање о Кендимену и томе шта се десило Хелен Лајл. Да би доказао да је Кендимен само мит, Пурсел погледа у огледало на својој књизи и изговори његово име 5 пута. Исте ноћи напада га младић по имену Итан Тарент, чијег је оца убио Кендимен пре пар година, јер он верује у њега, и мисли да га је Пурсел поново призвао. Итан је био у праву и Кендимен је дошао да убије Пурсела исте вечери, међутим за његово убиство је оптужен управо Итан, иако без икаквих доказа. Да би заштитио своју сестру, Ени, и мајку, Октавију, од Кендимена, он признаје да је починио убиство иако заправо није.
Ени креће сама у исцрпно истраживање свега у вези Кендимена и убрзо сазнаје да је он био прадеда њене мајке и да жели да их убије како би вечно био са њима. Ени потом од брата сазнаје да је њихов отац открио како да уништи Кендимена, и да је те ноћи отишао у његову стару кућу да би нашао нешто што ће га уништити. Испоставља се да је због начина на који је убијен, Кендименова душа остала у огледалу његове љубавнице, Каролине, и ако уништи огледало, уништиће и њега.
Након дуге потраге, Ени проналази добро скривено огледало и разбија га, а Кендимен нестаје. На крају филма, Ени је приказана са ћерком (неколико година откако је уништила Кендимена), којој је такође дала име Каролина и објашњава јој ко су њени преци. Након што Ени оде у своју собу, на спавање, Каролина погледа у мало огледало изнад свог кревета и почиње да изговара Кендименово име. Ипак, Ени је заустави пре него што га изговори по 5. пут.

## Улоге
| Глумац                | Улога                       |
| --------------------- | --------------------------- |
| Тони Тод              | Данијел Робитајл „Кендимен" |
| Кели Роуан            | Ени Тарент                  |
| Бил Нан               | Реверенд Елис               |
| Вилијам О' Лири       | Итан Тарент                 |
| Вероника Картрајт     | Октавија Тарент             |
| Мет Кларк             | Хонор Тибидукс              |
| Ренди Оглесби         | Хејвард Саливан             |
| Џошуа Гибран Мејведер | Метју Елис                  |
| Дејвид Ђанопулос      | Детектив Реј Левеске        |
| Тимоти Кархар         | Пол Мекивер                 |
| Мајкл Бергерон        | Колман Тарант               |
| Феј Хаусер            | Пем Карвер                  |
| Каролина Барклеј      | Каролина Саливан            |
| Клотил Борделтјер     | Лиз                         |
| Мајкл Кулкин          | Филип Пурсел                |
| Џорџ Лемур            | Дру                         |
| Ралф Џозеф            | гдин Џефрис                 |
| Маргарет Ховел        | Клара                       |
| Вирџинија Мадсен      | Хелен Лајл (фотографија)    |